# (27521) Josschindler
(27521) Josschindler est un astéroïde de la ceinture principale découvert en 2000.

## Description
(27521) Josschindler a été découvert le 24 avril 2000 à la Station Anderson Mesa, un des deux sites d'observation de observatoire Lowell (Arizona (États-Unis), par le programme Lowell Observatory Near-Earth-Object Search (LONEOS).

### Caractéristiques orbitales
L'orbite de cet astéroïde est caractérisée par un demi-grand axe de 2,87 UA, un périhélie de 2,67 UA, une excentricité de 0,07 et une inclinaison de 2,91° par rapport à l'écliptique. Du fait de ces caractéristiques, à savoir un demi-grand axe compris entre 2 et 3,2 UA et un périhélie supérieur à 1,666 UA, il est classé, selon la JPL Small-Body Database, comme objet de la ceinture principale.

### Caractéristiques physiques
(27521) Josschindler a une magnitude absolue (H) de 14,4 et un albédo estimé à 0,106.